# Józef Ryszkiewicz (ojciec)

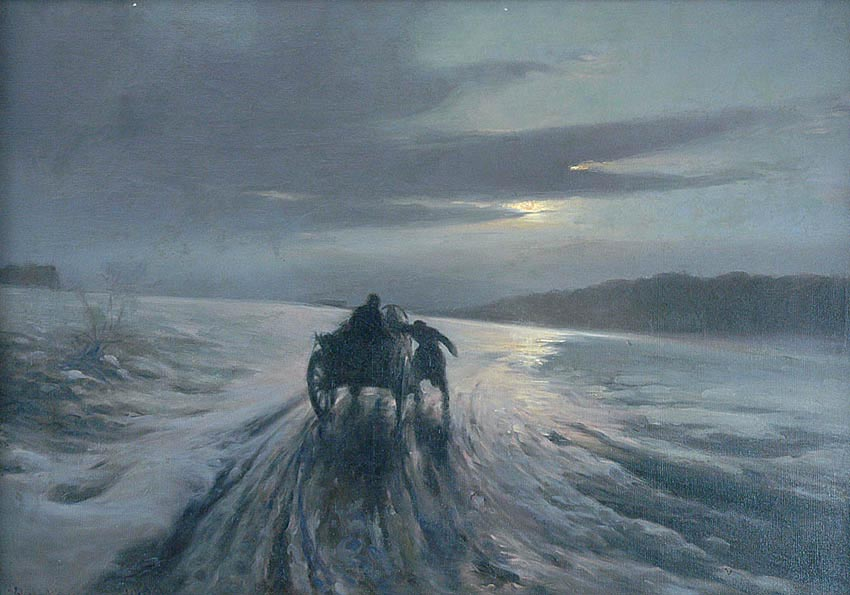
Powrót nocą

Józef Ryszkiewicz (ojciec) (ur. 19 listopada 1856 w Warszawie, zm. 26 maja 1925 tamże) – polski artysta malarz.

## Życiorys
Studiował malarstwo w warszawskiej Klasie Rysunkowej (pod kierunkiem Wojciecha Gersona i Cypriana Lachnickiego), kontynuował studia od roku 1875 w Cesarskiej Akademii Sztuk Pięknych w Petersburgu w pracowni malarstwa batalistycznego Bogdana Willewaldego. Uzupełniał studia w Akademii Sztuk Pięknych w Monachium u Sandora Wagnera (na początku listopada 1879 r. zgłosił się do Akademii - Techn. Malklasse). Po powrocie do Warszawy działał w zarządzie Towarzystwa Zachęty Sztuk Pięknych i w latach 1900-1912 był prezesem Warszawskiego Towarzystwa Artystycznego. Wystawiał obrazy w warszawskiej „Zachęcie” i w latach 1897-1901 w krakowskim Towarzystwie Przyjaciół Sztuk Pięknych. Jego obraz „Śmierć markietanki” został odznaczony brązowym medalem na Powszechnej Wystawie w Paryżu w roku 1900. Zajmował się głównie malarstwem krajobrazowym i batalistycznym, scenami rodzajowymi i historycznymi. Pochowany na cmentarzu Powązkowskim (kwatera 22-2-16).
Ojciec malarza Józefa Ryszkiewicza. 